# Authari
Authari, död 590, var kung av det langobardiska riket mellan 584 och 590. 